# Cryptopapillaria chrysoclada
Cryptopapillaria chrysoclada là một loài Rêu trong họ Meteoriaceae. Loài này được (Müll. Hal.) M. Menzel miêu tả khoa học đầu tiên năm 1992.